# Gajdarbek Gajdarbekov
Gajdarbek Abdulajevitj Gajdarbekov (ryska: Гайдарбек Абдулаевич Гайдарбеков, avariska: Хӏайдарбег Хӏайдарбегов), född 6 oktober 1976 i Kaspijsk i dåvarande Sovjetunionen, är en rysk boxare som tog OS-guld i mellanviktsboxning 2004 i Aten. 2004 vann han amatör-EM i boxning i Pula i Kroatien.